# ТЕС Смітфілд
ТЕС Смітфілд — теплова електростанція на сході Австралії в районі Сіднею.
У 1997-му на майданчику станції ввели в дію парогазовий блок комбінованого циклу потужністю 176 МВт, в якому три газові турбіни потужністю по 38 МВт живили через відповідну кількість котлів-утилізаторів одну парову турбіну з показником 62 МВт.
Станом на кінець 2010-х парова турбіна вже була виведена з експлуатації і станція використовувала газові турбіни у відкритому циклі, при цьому їх сукупну потужнсть в 2019-му переномінували на 123 МВт.
Як паливо станція використовує природний газ, що може надходити до регіону по трубопроводах Мумба — Сідней та Лонгфорд – Сідней.
Для видалення продуктів згоряння кожна газова турбіна отримала димар заввишки 30 метрів.